# Verlagsgruppe Husum
Mit Verlagsgruppe Husum wird der Zusammenschluss von acht Verlagen bezeichnet, die mit der Husum Druck- und Verlagsgesellschaft in Husum als wirtschaftliche Einheit geführt werden. Zum Unternehmen gehören auch eine vollstufig ausgebaute Offsetdruckerei und ein Museum mit integriertem historischem Laden von 1890, das Weihnachtshaus Husum.

## Geschichte
1973 wurde in Husum als Nachfolgegesellschaft der Firma Friedr. Petersen, Buchdruckerei und Verlag, mit der bereits der Hamburger Lesehefte Verlag verbunden war, die Husum Druck- und Verlagsgesellschaft gegründet. Während zunächst neben den Hamburger Leseheften der Bereich der Regionalliteratur ausgebaut wurde, erfolgte zwei Jahre später eine Erweiterung um die wissenschaftlichen Reihen des Matthiesen Verlags und das regionale sowie auf Veröffentlichungen der Karl-May-Gesellschaft ausgerichtete Programm des Hansa Verlags. Nach deren Vereinigung wurde 1998 zunächst das Programm des Verlags der Nation übernommen und fünf Jahre später folgten Verlagsname und Teile des Programms des Verlags der Kunst Dresden, womit eine Verstärkung des auf die bildende Kunst und das Land Sachsen ausgerichteten Programms einher ging. Mit der 2009 erfolgten Übernahme des mit den Münchner Turmschreibern eng verbundenen Turmschreiber Verlags wurde die Berücksichtigung bayerischer Regionalliteratur ebenfalls verstärkt. Insgesamt hält die Verlagsgruppe Husum über 2.500 Titel lieferbar.

## Angeschlossene Verlage
Zur Verlagsgruppe Husum gehören heute folgende Verlage:
- Husum Druck- und Verlagsgesellschaft (seit 1973)
- Hamburger Lesehefte Verlag (seit 1973)
- Matthiesen Verlag (seit 1975)
- Hansa Verlag (seit 1975)
- Verlag der Nation (seit 1998)
- Verlag der Kunst Dresden (seit 2003)
- Frank Wagner Verlagsbuchhandlung (seit 2003)
- Turmschreiber Verlag (seit 2009)